# Mondúver
El Mondúver, a voltes escrit Mondúber, Montdúver o Montdúber és un massís muntanyós situat a la comarca de la Safor, a 841 metres d'altura. El cim pertany al terme de Xeresa, tot i que els termes municipals de Barx i Xeraco ocupen gran part de la muntanya.
El nom Mont Túber apareix mencionat en el llibre de Joanot Martorell Tirant lo Blanc com a denominació d'un castell: «[…] lo rey Scariano se n'havia portada la filla del rey de Tremicén en aquell fortíssim castell de Mont Túber, e Tirant pres deu hòmens, los quals sabien molt bé la terra, e ab bons ginets aquests anaren fora, camí al castell de Mont Túber».

## La serra del Mondúver
La serra del Mondúver actua com a nuc muntanyós on confluïxen els sistemes Ibèric i Bètic. Interferència d'ambdues direccions (NO-SE i SO-NE), entre les valls de Barx i de Valldigna, que es fa més evident a la part occidental, on és visible la gran falla sud-valenciana.
Es tracta d'un massís cretaci, on destaquen les potents formes càrstiques com els pòlies de la Drova, de Barx i les Foies; les coves del Parpalló i de les Malladetes. També gran quantitat de dolines i profunds avencs, per on es filtren les aigües que després brollaran en forma de surgències als peus del Mondúver, com la font de Simat, on naix el riu Vaca, que rega tota la Valldigna.

## El cim del Mondúver
Si bé el seu cim pertany al terme municipal de Xeresa, bona part de la muntanya correspon als de Barx, Xeresa i Xeraco. Es pot pujar al cim mitjançant un camí asfaltat que partix del pla de la Drova. Des de dalt, s'estenen les magnífiques platges mediterrànies de Tavernes, Xeraco i Gandia, i és possible gaudir d'unes vistes magnífiques de tot el golf de València, que inclouen el cap de Sant Antoni, la ciutat de València i, si el dia presenta una bona visibilitat, l'illa d'Eivissa.
Al cim, hi ha un centre emissor de ràdio i televisió que dona cobertura a les comarques de la Safor, la Marina Alta, la Costera, la Ribera Alta i la Ribera Baixa. Mantenia un repetidor propietat d'ACPV que emetia el senyal de TVC.

## Ocupació humana
El Mondúver i els seus voltants contenen múltiples vestigis de l'ocupació humana des de temps remots. L'abundància de fonts i la gran altura del Mondúver que fa a la costa mediterrània facilitava la defensa dels antics pobladors. N'és un exemple la cova del Parpalló, on es troba un dels principals escenaris de la prehistòria valenciana. Es tracta d'una gran caverna, situada al vessant sud de la muntanya, a la qual s'accedix per una boca d'entrada d'uns quatre metres d'ample i deu d'alçada. Va ser excavada entre 1929 i 1931 i és considerada un dels jaciments prehistòrics més importants del Paleolític valencià.
Allà es va apostar al gener del 1097 un exèrcit almoràvit al comandament de Yússuf ibn Taixfín per assetjar el senyor de València Rodrigo Díaz el Cid i el rei d'Aragó Pere I, fet que va propiciar la batalla de Bairén, en la qual les forces cristianes van derrotar les almoràvits.

## Imatges

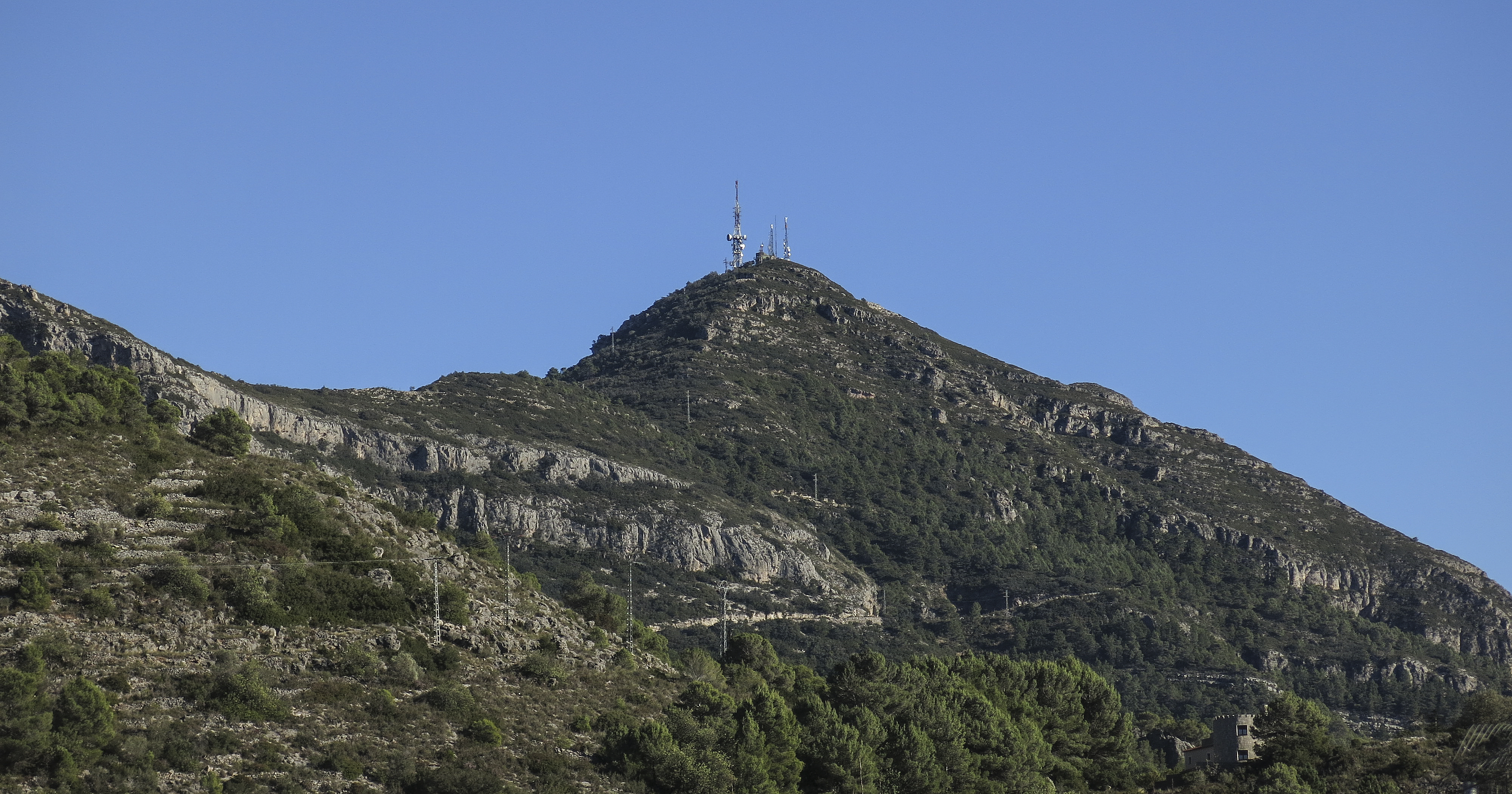
Cim vist des de Barx
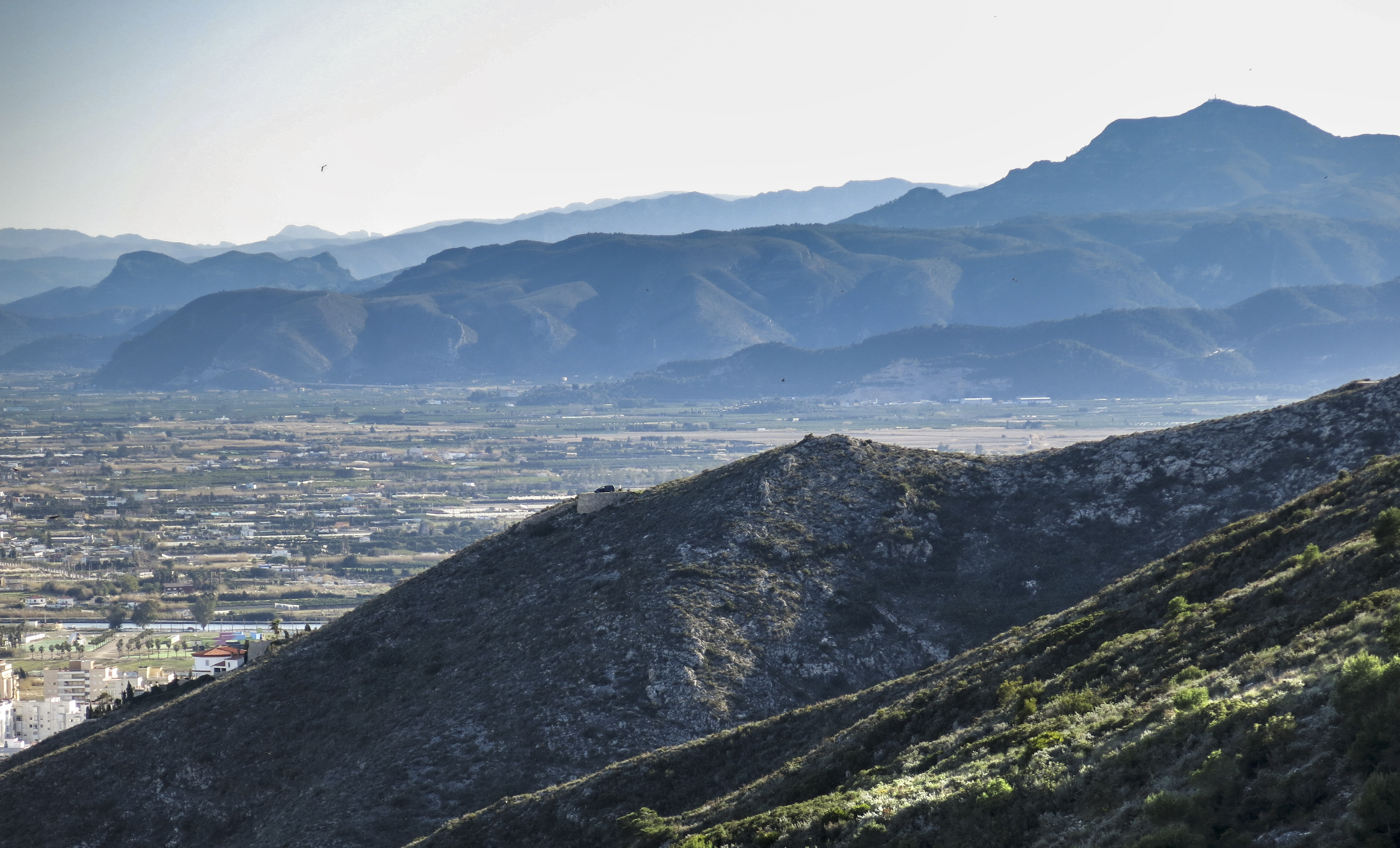
El Mondúver vist des de la muntanya de les Raboses
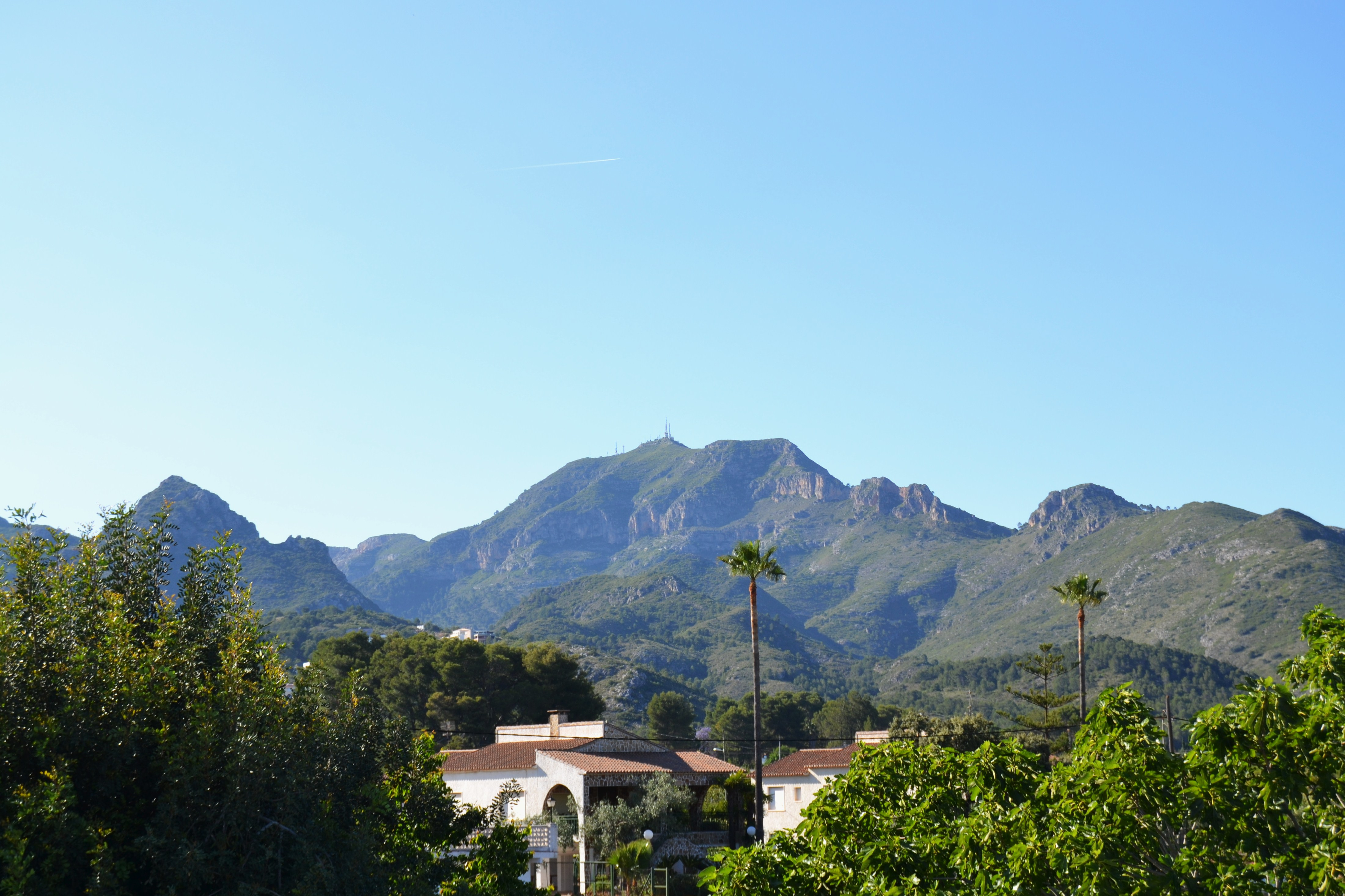
El Mondúver des de Marxuquera